# Dryopteris tamiensis
Dryopteris tamiensis är en träjonväxtart som beskrevs av Guido Georg Wilhelm Brause. Dryopteris tamiensis ingår i släktet Dryopteris och familjen Dryopteridaceae. Inga underarter finns listade.